# Centrophorus squamosus
Centrophorus squamosus е вид хрущялна риба от семейство Centrophoridae. Видът е уязвим и сериозно застрашен от изчезване.

## Разпространение и местообитание
Разпространен е в Австралия (Виктория, Нов Южен Уелс и Тасмания), Великобритания, Габон, Демократична република Конго, Индонезия, Ирландия, Исландия, Испания (Канарски острови), Намибия, Нова Зеландия, Португалия (Азорски острови и Мадейра), Сенегал, Фарьорски острови, Филипини, Южна Африка и Япония.
Обитава океани и морета. Среща се на дълбочина от 145 до 1500 m, при температура на водата от 2,9 до 10,4 °C и соленост 34,3 – 35,6 ‰.

## Описание
На дължина достигат до 1,6 m.
Продължителността им на живот е около 70 години. Популацията на вида е намаляваща.